# Lista de desenhos animados emitidos na RTP
Desenhos animados que já foram exibidos pela RTP (RTP1 e/ou RTP2).

## Década de 2000
- 2004 - Os Amigos Marcianos[1]
- 2006 - A Cidade dos Porcos[2]
- 2006 - Carlos Clone[3]
- 2006 - Hi Hi Puffy Ami Yumi[4]
- 2006 - Super Zero[5]
- 2006 - Teen Titans[6]
- 2006 - Vida de João[7]
- 2007 - As Aventuras de Tintin[8]

## Década de 2010
- 2015 - Bing[9]
- 2016 - Casa[10]
- 2017 - Blinky Bill[11]
- 2017 - Inui[12]
- 2017 - Mundo das Palavras[13]
- 2017 - Peg e o Gato[14]
- 2017 - Vicky[15]
- 2018 - A Grande Descoberta[16]
- 2018 - Bigfoot Júnior[17]
- 2018 - Boss Baby[18]
- 2018 - Ella, Oscar & Hoo[19]
- 2018 - Grizzy e os Lemingues[20]
- 2018 - Kody Kapow[21]
- 2018 - Robocar Poli[22]
- 2019 - Crias[23]
- 2019 - Mini Ninjas[24]
- 2019 - Nas Profundezas[25]
- 2019 - Não-Não[26]
- 2019 - O Meu Cavaleiro e Eu[27]
- 2019 - Ollie e Moon[28]
- 2019 - Wow! Wow! Wubbzy![29]

## Década de 2020
- 2020 - A Carrinha Mágica Volta à Estrada[30]
- 2020 - Altamente IMperfeitos[31]
- 2020 - As Aventuras de Duarte, o Grande[32]
- 2020 - Histórias Estapafúrdias[33]
- 2020 - Os Nuvinhas[34]
- 2020 - Pirata & Capitão[35]
- 2020 - Shane, O Chef[36]
- 2021 - Bell e Sebastião[37]
- 2021 - Max & Maestro[38]